# トーニー郡 (ミズーリ州)
トーニー郡（英: Taney County）は、アメリカ合衆国ミズーリ州の南西部に位置する郡である。2010年国勢調査での人口は51,675人であり、2000年の39,703人から30.2％増加した。州内でも最大級に成長速度の高い郡になっている。郡庁所在地はフォーサイス市（人口2,255人）であり、同郡で人口最大の都市はブランソン市（人口10,520人）である。
トーニー郡は1837年1月4日に組織化され、郡名は第5代アメリカ合衆国最高裁判所長官ロジャー・トーニーに因んで名付けられた。トーニーは後に「ドレッド・スコット対サンフォード事件」の判決で多数意見を述べたことで記憶されている。
トーニー郡には観光都市であるブランソン市があり、またブランソン小都市圏に属している。テイブルロック、トーニーコモおよびブルショールズ湖があり、ライブ音楽のショーがあり、またレストランやショッピング街もある。

## 歴史
初代トーニー郡庁舎は1837年に初期開拓者が建設したが、南北戦争中の1861年7月22日に破壊された。2代目の郡庁舎は1885年12月19日の火事で焼けた。3代目の庁舎は1952年にブルショールズ湖造成のために移転された。4代目で現行の庁舎は1952年に造られた。1989年に増築が始まり、1991年に完成した。

## 地理
アメリカ合衆国国勢調査局に拠れば、郡域全面積は651.48平方マイル (1,687.3 km2)であり、このうち陸地632.36平方マイル (1,637.8 km2)、水域は19.12平方マイル (49.5 km2)で水域率は2.93％である。郡内をホワイト川が流れている。

### 主要高規格道路
- アメリカ国道65号線
- アメリカ国道160号線
- ミズーリ州道76号線
- ミズーリ州道86号線
- ミズーリ州道125号線

### 隣接する郡
- クリスチャン郡 - 北
- ダグラス郡 - 北東
- オザーク郡 - 東
- マリオン郡 (アーカンソー州) - 南東
- ブーン郡 (アーカンソー州) - 南
- キャロル郡 (アーカンソー州) - 南西
- ストーン郡 - 西

### 国立保護地域
- マーク・トウェイン国立の森（部分）

## 人口動態
以下は2000年国勢調査による人口統計データである。
| 基礎データ - 人口: 39,703人 - 世帯数: 16,158 世帯 - 家族数: 11,052 家族 - 人口密度: 24人/km2（63人/mi2） - 住居数: 19,688軒 - 住居密度: 12軒/km2（31軒/mi2） 人種別人口構成 - 白人: 96.22% - アフリカン・アメリカン: 0.35% - ネイティブ・アメリカン: 0.87% - アジア人: 0.34% - 太平洋諸島系: 0.05% - その他の人種: 0.74% - 混血: 1.42% - ヒスパニック・ラテン系: 2.42% 先祖による構成 - ドイツ系：20.8％ - アメリカ人：18.9％ - アイルランド系：12.4％ - イギリス系：12.3％ 年齢別人口構成 - 18歳未満: 22.4% - 18-24歳: 10.2% - 25-44歳: 26.2% - 45-64歳: 25.0% - 65歳以上: 16.2% - 年齢の中央値: 39歳 - 性比（女性100人あたり男性の人口） - 総人口: 94.0 - 18歳以上: 90.4 | 世帯と家族（対世帯数） - 18歳未満の子供がいる: 27.8% - 結婚・同居している夫婦: 56.6% - 未婚・離婚・死別女性が世帯主: 8.6% - 非家族世帯: 31.6% - 単身世帯: 25.7% - 65歳以上の老人1人暮らし: 10.0% - 平均構成人数 - 世帯: 2.37人 - 家族: 2.83人 収入と家計 - 収入の中央値 - 世帯: 39,771米ドル - 家族: 47,6642米ドル - 性別 - 男性: 25,431米ドル - 女性: 19,655米ドル - 人口1人あたり収入: 21,663米ドル - 貧困線以下 - 対人口: 12.4% - 対家族数: 9.4% - 18歳未満: 17.6% - 65歳以上: 8.8% |

## 教育
トーニー郡の25歳以上の住民のうち、81.4％は高校卒以上の学歴を持ち、14.9％は学士以上の学位を持っている。

## 宗教
2000年宗教データアーカイブ協会郡別信徒報告書に拠れば、トーニー郡は福音主義プロテスタントが最多数を占めるバイブル・ベルトにある。最も多い会派は南部バプテスト連盟の32.88％、続いてカトリック教会の12.36％、長老派教会の9.13％である。

## 都市と町
| - ブランソン† - フォーサイス - 郡庁所在地 - ブラドリービル - ブラウンブランチ - ブルクリーク - シーダークリーク - ヒルダ - ホリスター - カービービル - キッシーミルズ - マクラーグ | - メリアムウッズ - ポイントルックアウト - パワーサイト - プロテム - リッジデール - ロッカウェイビーチ - ルーター - サドルブルック† - テイブルロック - トーニービル - ウォルナットシェイド |

†領域がトーニー郡と隣接する郡に及んでいる町を示す

## 政治

### 地方
トーニー郡の地方レベルでは共和党が大半の政治を支配しており、郡の選挙で選ばれる役職を全て独占している。
2009年トーニー郡政府は、服役者が監獄に入っているときに1日45ドルを徴収し始めることを決めた。ある批評家はこの措置を「貧乏人税」だと批判した。

#### 国政
大統領選挙のレベルでは州南西田園部の郡と同様に、共和党支持の強い地盤である。2000年と2004年の大統領選挙では、ジョージ・W・ブッシュが2対1以上の票差でトーニー郡を制した。2008年の選挙では、州内の田園部にある郡と同様、バラク・オバマよりジョン・マケインを選んだ。トーニー郡では、過去50年以上民主党候補が制したことはない。
トーニー郡は州南西部バイブル・ベルトにある田園部郡と同様、社会的にまた文化的に保守的であり、それが共和党支持の傾向に強く影響している。2004年の州民投票では、結婚を男と女の結合として定義する州憲法改正案をトーニー郡は80.04％という圧倒的多数で賛成した。州全体でも71％の賛成で可決し、ミズーリ州は同性結婚を禁止する最初の州になった。2006年の州民投票では、胚性幹細胞の研究を予算化し、合法化する憲法改正案が掛けられたが、トーニー郡では56.64％が反対した。州全体では51%の賛成と辛うじて改正が成立し、胚性幹細胞の研究を最初に認めた州の1つになった。郡民は伝統的に社会問題に保守的であるが、最低賃金の増加のような人民主義的施策は支持する傾向にある。やはり2006年の州民投票で最低賃金を時間あたり6.50ドルに増やす命題については、トーニー郡では77.78％が支持した。この命題は州内のどの郡でも支持され、75.94％が賛成した。

#### 2008年大統領予備選挙
2008年の大統領予備選挙で、トーニー郡は二大政党の候補者をどちらも州全体と全国で二位に終わった者を選んだ。民主党の予備選挙ではヒラリー・クリントンが1位となったが、共和党予備選挙では元アーカンソー州知事のマイク・ハッカビーがクリントンより多い得票で1位になった。

## 大衆文化の中で
2010年の映画 "ウィンターズ・ボーン" は全てトーニー郡とクリスチャン郡で撮影された。多くの地元住民もそこそこの役をこなした。